# Provincia di Macuata
Macuata è una provincia delle isole Figi, nella Divisione Nord, costituita principalmente dall'isola di Vanua Levu, la seconda dell'arcipelago.
La provincia è costituita dal circa i due quinti nord-orientali di Vanua Levu e da altri piccoli isolotti nelle sue vicinanze.
Al censimento del 2017 la popolazione ammontava a 65 983 abitanti (la quarta provincia per popolazione), di cui circa un quarto residente a Labasa.
La provincia è governata da un Consiglio provinciale, retto dal Ratu Wiliame Katonivere fino al 2021.

## Distretti
La provincia è divisa in 12 distretti e 114 villaggi.
| Controllo di autorità | ISNI (EN) 0000 0004 0599 2571 |